# Tratado Cañas-Jerez
O Tratado Cañas–Jerez entre Costa Rica e Nicarágua foi promulgado em 15 de abril de 1858 como uma solução para a crescente tensão de fronteira entre os dois países. O tratado foi negociado entre Máximo Jerez representando a Nicarágua e José María Cañas representando a Costa Rica. Estabeleceu uma fronteira entre os dois países que contorna a borda sul do Lago Nicarágua, então se move para o leste ao longo do Rio San Juan para o último terço da divisão, seguindo-o para o norte de onde ele se bifurca do Rio Colorado. O tratado coloca a fronteira na margem direita do rio, dando o rio para a Nicarágua, mas fornece direitos de navegação comercial para a Costa Rica.